# Kippenheim
Kippenheim ist eine Gemeinde im Ortenaukreis in Baden-Württemberg.

## Geografie

### Geografische Lage
Kippenheim liegt an den Vorbergen des Schwarzwalds in der Oberrheinischen Tiefebene etwa 7 km südlich von Lahr.

### Nachbargemeinden
Die Gemeinde grenzt im Norden an die Stadt Lahr/Schwarzwald, im Osten an Seelbach, im Süden an die Stadt Ettenheim und im Westen an die Stadt Mahlberg. Eine nordwestlich gelegene Exklave grenzt überdies an Schwanau.

### Gemeindegliederung
Zur Gemeinde Kippenheim gehört die ehemals selbstständige Gemeinde Schmieheim. Zur Gemeinde Kippenheim in den Grenzen von vor der Gemeindereform der 1970er Jahre gehören das Dorf Kippenheim, die Höfe Mittelmühle und Obermühle und die Wohnplätze Hasenbühl und Ziegelhof. Zur ehemaligen Gemeinde Schmieheim gehören das Dorf Schmieheim und der Wohnplatz Holzwarenfabrik. Im Gemeindeteil Kippenheim liegt die Wüstung Finkenweiler.

### Naturkatastrophen
Am 9. September 1924 zog eine Windhose über Kippenheim und zerstörte am Bahnhof eine etwa 30 Meter lange und 15 Meter breite, massive Halle der Mehlgroßhandlung Wilhelm Wertheimer. An der Straße von Kippenheim nach Lahr wurden eine große Anzahl Telegraphenstangen umgestürzt und ca. 600 Obstbäume entwurzelt.

## Geschichte

### Allgemeines
Wie urkundlich im Generallandesarchiv Karlsruhe dokumentiert, wurde Kippenheim, damals Chippinheim, 763 erstmals erwähnt.
Die ersten sesshaften Menschen in Kippenheim dürften aber die Kelten gewesen sein. Die Macht der keltischen Stämme wurde gebrochen durch die aus dem Nordseeraum vordringenden Germanen und die Angriffe der Römer von Süden her.
Um das Jahr 250 nach Christus durchbrachen die Alemannen von Osten her den Grenzwall und besetzten das Grenzgebiet bis zum Rhein, wobei wahrscheinlich die meisten der alemannischen Dörfer entstanden sind und so vermutlich auch Kippenheim oder Chippinheim, wie es erstmals um die Jahrhundertwende heißt, das Heim des Chippo war, was den Alemannen Chippo vermuten lässt.
Dieses Dorf wird erstmals offiziell genannt, als der Papst Honorius III. im Jahr 1225 eine Schenkung bestätigte. Am 1. Dezember 1146 rief der bekannte Kirchenlehrer Bernhard von Clairvaux in der Kippenheimer Kirche zum zweiten Kreuzzug auf.
Wie aus einem Vertrag von 1367 hervorgeht, bildeten zu jener Zeit Kippenheim und Mahlberg ein Kirchspiel und eine Markgenossenschaft. Die heute vorhandene Kirche selbst, das heißt Chor und Grundmauern des Langhauses, welches Anfang des 18. Jahrhunderts durch Feuer zerstört und wieder aufgebaut wurde, stammen aus der Zeit um 1500. Der massige Turm ist wesentlich älter. Eine gewisse Bedeutung hatte Kippenheim kirchlich im 16. und 17. Jahrhundert, als es Vorort des Protestantismus in der Herrschaft von Mahlberg wurde.
Im Dreißigjährigen Krieg (1618–1648) hatte der Ort Kippenheim vor allem durch die zahllosen Truppendurchzüge der Kaiserlichen wie auch der Protestanten zu leiden. Der wohl schwärzeste Tag in der Geschichte des Dorfes war im Jahr 1677 zu verzeichnen, als Kippenheim von den Franzosen zerstört wurde. Auch von den nachfolgenden Kriegen war Kippenheim betroffen.
Noch einmal gab es Unruhen im Lande, und zwar zur Zeit der Revolutionsjahre 1848/49, die auch die Gemüter der Kippenheimer erhitzten, jedoch ohne wesentliche Auswirkungen auf das Leben des Dorfes blieben. Eine Ausnahme bildet der damalige Bürgermeister und Apotheker Albert Dung, der Abgeordneter in der Badischen verfassunggebenden Versammlung von 1849 war. Er wurde wegen Hochverrats verurteilt und flüchtete in die Vereinigten Staaten, wo er erfolgreich Apotheken betrieb, bevor er amnestiert 1879 in Baden-Baden verstarb.
Schließlich erlebte Kippenheim nach dem Krieg von 1870/71 mit dem Aufschwung des Deutschen Reiches einen neuen Wohlstand. Doch der dauerte nur bis zum Jahre 1914. Im Ersten Weltkrieg starben 51 Kippenheimer auf den Schlachtfeldern. Die Dorfbewohner hatten schwere Jahre zu bestehen, bis es langsam wieder aufwärtsging.
Zu Beginn der Zeit des Nationalsozialismus wurde der Boykottaufruf am 1. April 1933 nur sehr zögerlich befolgt, doch in den folgenden Jahren setzte der nur aus NSDAP-Mitgliedern bestehende Gemeinderat konsequent judenfeindliche Anordnungen durch. Bei der „Wagner-Bürckel-Aktion“ am 22. Oktober 1940 wurden die letzten Jüdinnen und Juden aus Kippenheim ins Lager Gurs deportiert. Von dort wurden die Mehrheit im August 1942 ins Vernichtungslager Auschwitz deportiert und später dort ermordet. 
Der von Deutschland am 1. September angezettelte Zweite Weltkrieg forderte in Kippenheim zahlreiche Opfer und endete 1945 mit der totalen Niederlage.
Von unmittelbaren Kriegseinwirkungen blieb Kippenheim bis zum letzten Kriegsjahr verschont, doch im Februar und April 1945 wurden hier durch verschiedene Angriffe auch Gebäude zerstört. Die Einwohner fanden Schutz in Bunkern und Unterständen im Leimental und in den Rebbergen, so dass es keine größeren Verluste gab. Aus Dankbarkeit dafür, dass Kippenheim vor schweren Kriegsschäden bewahrt blieb, wurde 1946 auf dem Hohbühl, inmitten des Weinbaugebietes, die Kapelle „Maria Frieden“ errichtet.

### Jüngste Eingemeindungen

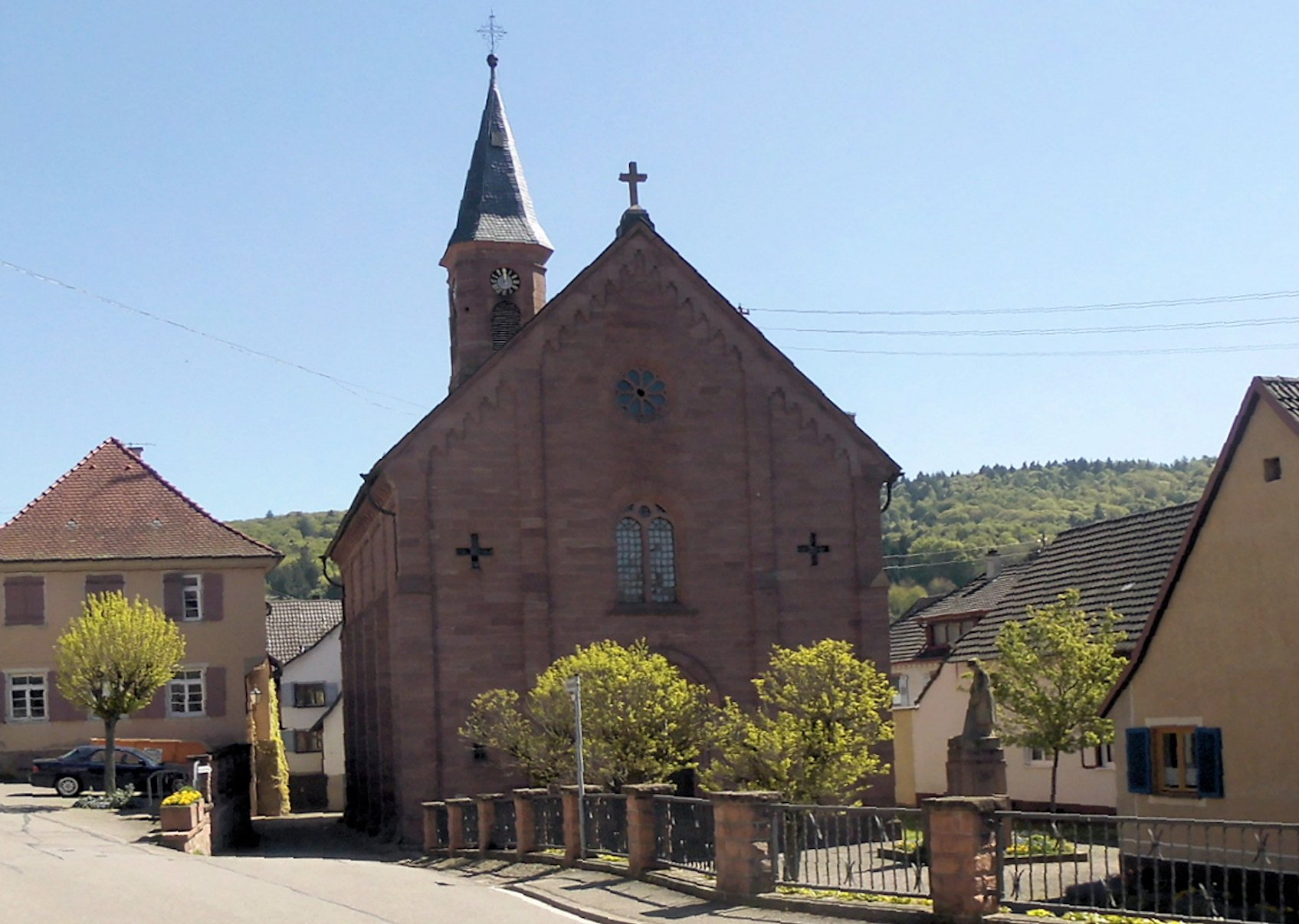
Markuskirche Schmieheim

Seit dem 1. Januar 1972 gehört zur Gemeinde Kippenheim die früher selbstständige Gemeinde Schmieheim. Kippenheim und Schmieheim gehörten bis zum 31. Dezember 1972 dem Landkreis Lahr an, bis dieser im neugebildeten Ortenaukreis aufging.

## Demographie
Einwohnerzahlen nach dem jeweiligen Gebietsstand.
| Jahr | Einwohnerzahl               |
| ---- | --------------------------- |
| 1805 | 1547 (mit Kippenheimweiler) |
| 1961 | 2369                        |
| 1970 | 2679                        |
| 2022 | 5635                        |

## Religionen

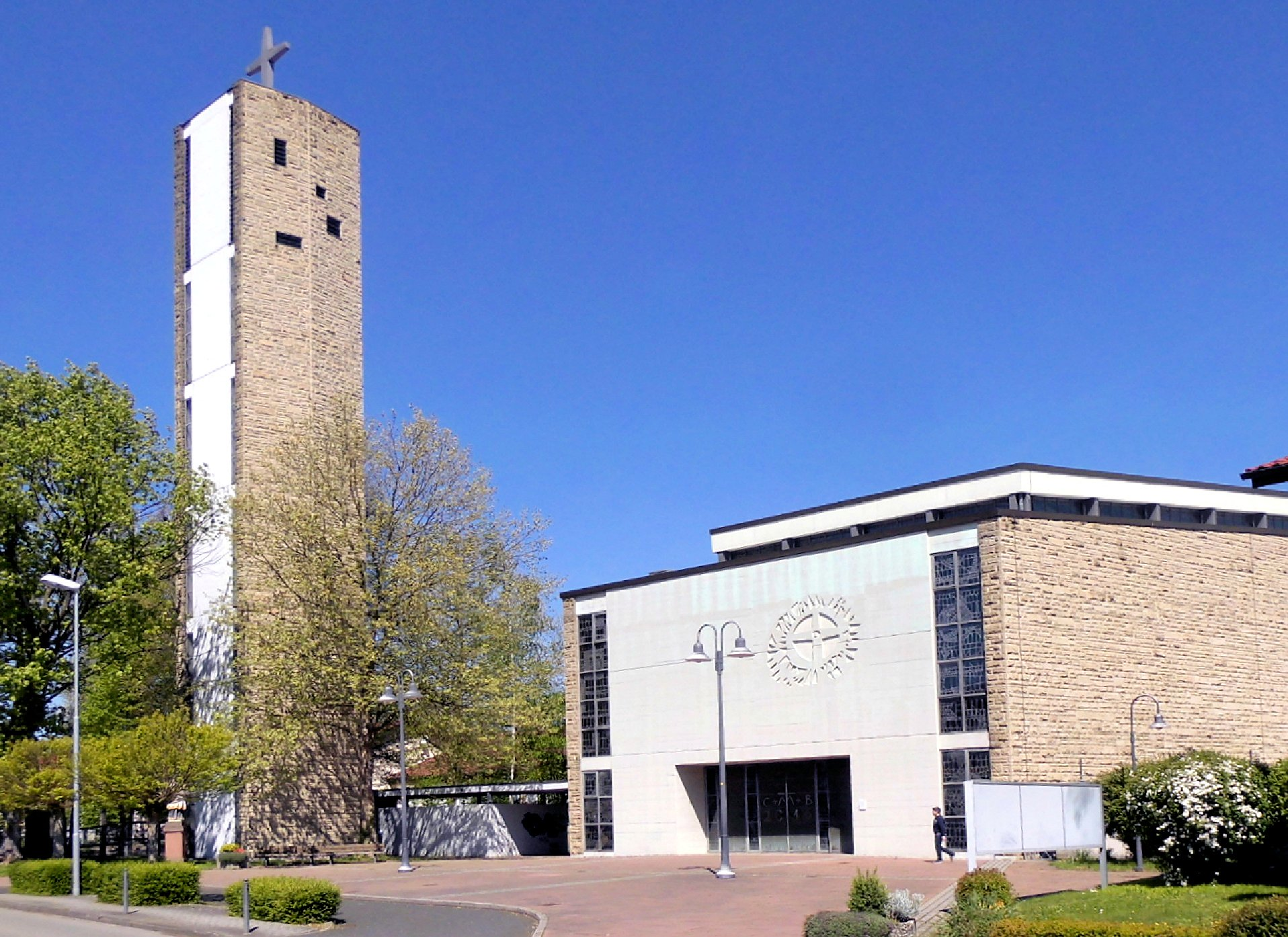
Kirche St. Mauritius mit separatem Glockenturm

Kippenheim ist sowohl evangelisch als auch römisch-katholisch geprägt. Neben diesen Gemeinden gibt es auch eine neuapostolische Kirche im Ort.
Bis zur Shoa bestand die Jüdische Gemeinde Kippenheim. Von hier stammt Albert Weill, der Vater des Komponisten Kurt Weill. Die ehemalige Synagoge Kippenheim, in der eine Gedenkstätte an die Geschichte der Jüdischen Gemeinde erinnert, ist bis heute zu besichtigen. Die Erinnerung an die jüdische Geschichte Kippenheims hält der Förderverein Ehemalige Synagoge Kippenheim durch Veranstaltungen und Führungen durch Kippenheim, Schmieheim und die Kippenheimer Synagoge wach.
Seit 2009 beheimatet Kippenheim den Wat Phra Dhammakaya Schwarzwald, einen Tempel und Meditationszentrum der buddhistischen Dhammakaya-Bewegung aus Thailand.

## Politik

### Verwaltungsgemeinschaft
Die Gemeinde gehört der Vereinbarten Verwaltungsgemeinschaft der Stadt Lahr/Schwarzwald an.

### Gemeinderat
Der Gemeinderat in Kippenheim besteht aus 14 Mitgliedern und dem Bürgermeister als Vorsitzendem. Der Bürgermeister ist im Gemeinderat stimmberechtigt. Die Kommunalwahl am 9. Juni 2024 führte zu folgendem vorläufigen Endergebnis:
| Parteien und Wählergemeinschaften | Parteien und Wählergemeinschaften                | % 2024 | Sitze 2024 | % 2019 | Sitze 2019 | Kommunalwahl 2024 %50403020100 40,5 %31,3 %16,9 %7,8 %3,6 %n. k. % CDUFWSPDGrüneFDWAfDGewinne und Verlusteim Vergleich zu 2019 %p 8 6 4 2 0 −2 −4 −6 −8−4,3 %p+3,0 %p−7,4 %p+7,8 %p+3,6 %p−2,3 %pCDUFWSPDGrüneFDWAfD |
| CDU                               | Christlich Demokratische Union Deutschlands      | 40,5   | 6          | 44,8   | 6          | Kommunalwahl 2024 %50403020100 40,5 %31,3 %16,9 %7,8 %3,6 %n. k. % CDUFWSPDGrüneFDWAfDGewinne und Verlusteim Vergleich zu 2019 %p 8 6 4 2 0 −2 −4 −6 −8−4,3 %p+3,0 %p−7,4 %p+7,8 %p+3,6 %p−2,3 %pCDUFWSPDGrüneFDWAfD |
| FW                                | Freie Wähler                                     | 31,3   | 4          | 28,3   | 4          | Kommunalwahl 2024 %50403020100 40,5 %31,3 %16,9 %7,8 %3,6 %n. k. % CDUFWSPDGrüneFDWAfDGewinne und Verlusteim Vergleich zu 2019 %p 8 6 4 2 0 −2 −4 −6 −8−4,3 %p+3,0 %p−7,4 %p+7,8 %p+3,6 %p−2,3 %pCDUFWSPDGrüneFDWAfD |
| SPD                               | Sozialdemokratische Partei Deutschlands          | 16,9   | 2          | 24,3   | 4          | Kommunalwahl 2024 %50403020100 40,5 %31,3 %16,9 %7,8 %3,6 %n. k. % CDUFWSPDGrüneFDWAfDGewinne und Verlusteim Vergleich zu 2019 %p 8 6 4 2 0 −2 −4 −6 −8−4,3 %p+3,0 %p−7,4 %p+7,8 %p+3,6 %p−2,3 %pCDUFWSPDGrüneFDWAfD |
| Grüne                             | Bündnis 90/Die Grünen                            | 7,8    | 1          | –      | –          | Kommunalwahl 2024 %50403020100 40,5 %31,3 %16,9 %7,8 %3,6 %n. k. % CDUFWSPDGrüneFDWAfDGewinne und Verlusteim Vergleich zu 2019 %p 8 6 4 2 0 −2 −4 −6 −8−4,3 %p+3,0 %p−7,4 %p+7,8 %p+3,6 %p−2,3 %pCDUFWSPDGrüneFDWAfD |
| FDW                               | Freie Demokratische Wählervereinigung Kippenheim | 3,6    | 1          | –      | –          | Kommunalwahl 2024 %50403020100 40,5 %31,3 %16,9 %7,8 %3,6 %n. k. % CDUFWSPDGrüneFDWAfDGewinne und Verlusteim Vergleich zu 2019 %p 8 6 4 2 0 −2 −4 −6 −8−4,3 %p+3,0 %p−7,4 %p+7,8 %p+3,6 %p−2,3 %pCDUFWSPDGrüneFDWAfD |
| AfD                               | Alternative für Deutschland                      | –      | –          | 2,3    | –          | Kommunalwahl 2024 %50403020100 40,5 %31,3 %16,9 %7,8 %3,6 %n. k. % CDUFWSPDGrüneFDWAfDGewinne und Verlusteim Vergleich zu 2019 %p 8 6 4 2 0 −2 −4 −6 −8−4,3 %p+3,0 %p−7,4 %p+7,8 %p+3,6 %p−2,3 %pCDUFWSPDGrüneFDWAfD |
| Gesamt                            | Gesamt                                           | 100    | 14         | 100    | 14         | Kommunalwahl 2024 %50403020100 40,5 %31,3 %16,9 %7,8 %3,6 %n. k. % CDUFWSPDGrüneFDWAfDGewinne und Verlusteim Vergleich zu 2019 %p 8 6 4 2 0 −2 −4 −6 −8−4,3 %p+3,0 %p−7,4 %p+7,8 %p+3,6 %p−2,3 %pCDUFWSPDGrüneFDWAfD |
| Wahlbeteiligung                   | Wahlbeteiligung                                  | 57,7 % | 57,7 %     | 55,4 % | 55,4 %     | Kommunalwahl 2024 %50403020100 40,5 %31,3 %16,9 %7,8 %3,6 %n. k. % CDUFWSPDGrüneFDWAfDGewinne und Verlusteim Vergleich zu 2019 %p 8 6 4 2 0 −2 −4 −6 −8−4,3 %p+3,0 %p−7,4 %p+7,8 %p+3,6 %p−2,3 %pCDUFWSPDGrüneFDWAfD |

### Bürgermeister
- 1977–2009: Willi Mathis
- 2009 bis heute: Matthias Gutbrod

### Wappen
Das Wappen zeigt in Rot eine goldene Pflugschar zwischen zwei abgewendeten silbernen Rebmessern mit schwarzem Griff. Das Siegel an einer Urkunde von 1495 zeigt im halbrunden Schild ein Rebmesser, wie es unter anderem auch im Wappen von Ihringen am Kaiserstuhl vorkommt.
In einem Gerichtssiegel des Fleckens Kippenheim vom Ende des 17. Jahrhunderts finden wir in kartuschenförmigen Schild eine Pflugschar. Darüber befindet sich das Rebmesser, liegend mit nach rechts zeigender Klinge. Im 19. Jahrhundert treffen wir in rundem Siegelschild die Pflugschar und das Rebmesser nebeneinander.
Der Schild auf dem Torbogen des 1901 umgebauten Rathauses trägt die Pflugschar zwischen zwei nach außen gekehrten Rebmessern. Das gleiche Wappen ist am Erker der Nordseite unter der Jahreszahl 1610 zu sehen. Am 28. Februar 1961 verlieh das Innenministerium der Gemeinde auf Wunsch das Recht, das Wappen in der jetzigen Form zu führen.

## Kultur und Sehenswürdigkeiten

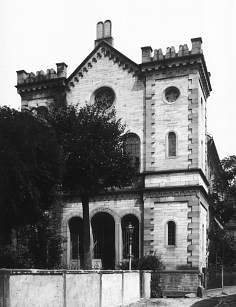
Synagoge Kippenheim

### Gedenkstätte Ehemalige Synagoge

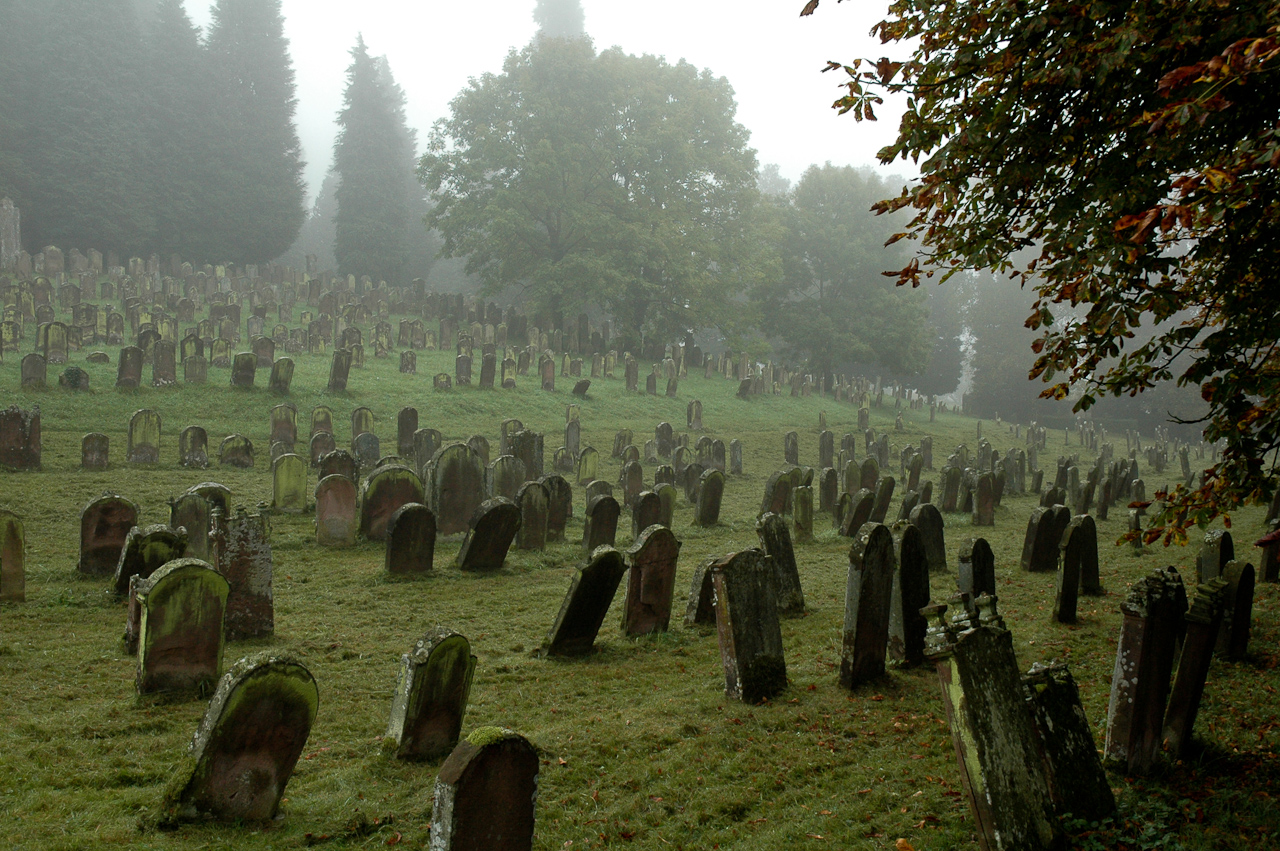
Jüdischer Friedhof Schmieheim

Die Synagoge von Kippenheim, heute eine Gedenk-, Lern- und Begegnungsstätte, wurde in den Jahren 1850–1852 nach Plänen des Architekten Georg Jakob Schneider im neuromanischen Stil errichtet. Ihr repräsentatives Äußeres zeugt vom Selbstbewusstsein der jüdischen Gemeinde Kippenheims, die mit diesem Bau nicht zuletzt ihren neuerworbenen Status als Staatsbürger dokumentieren wollte. Die Synagoge wurde – wie viele andere auch – in der Pogromnacht im November 1938 von den Nationalsozialisten demoliert und entweiht. Spuren dieser Schändung sind heute noch zu erkennen. In der Nachkriegszeit wurde der Versuch unternommen, das Gebäude an den Zentralrat der Juden in Deutschland zurückzugeben, der schlug dies jedoch aus. So nutzte letztendlich eine landwirtschaftliche Genossenschaft das Gebäude als Werkstatt und Warenlager. Hierbei kam es zu schwerwiegenden baulichen Eingriffen; so wurden unter anderem die beiden Türme und der Giebel mit seiner Rosette abgetragen. Aufgrund ihrer historischen und architekturgeschichtlichen Bedeutung wurde die Synagoge 1981 vom Innenministerium Baden-Württemberg als „Kulturdenkmal von besonderer Bedeutung“ eingestuft. 1983 erwarb die Gemeinde Kippenheim das Gebäude und führte in den folgenden Jahren eine eingehende Außenrenovierung durch, wobei auch die Fassade wieder in ihren ursprünglichen Zustand zurückversetzt wurde. Im Jahr 1996 entwickelte der neugegründete „Förderverein Ehemalige Synagoge Kippenheim e. V.“ in Zusammenarbeit mit der Gemeinde Kippenheim und dem Landesdenkmalamt ein Renovierungskonzept für das Gebäudeinnere, das in den Jahren 2002/03 umgesetzt wurde. Bereits 1998 wurde im Vorraum der Synagoge eine Gedenktafel für die Kippenheimer Opfer des Holocaust angebracht. Seither leistet die Gedenk-, Lern- und Begegnungsstätte Ehemalige Synagoge Kippenheim in der mittelbadischen Region einen wichtigen Beitrag zu mehr Dialogbereitschaft und Toleranz.

### Jüdischer Friedhof Schmieheim
Der Jüdische Friedhof Schmieheim befindet sich an der Straße von Kippenheim/Schmieheim nach Wallburg, gegenüber dem Flugplatz Altdorf-Wallburg. Der Friedhof wurde nach Schätzungen 1682 angelegt, er ist der größte jüdische Verbandsfriedhof in Südbaden mit etwa 2500 Gräbern. Der Friedhof ist heute ein Kulturdenkmal. Einer der ältesten Grabsteine wurde auf das Jahr 1701 datiert. Außerdem befindet sich auf dem Friedhof noch ein Kriegerdenkmal, das den Gefallenen des Ersten Weltkrieges gewidmet ist, es soll die Verbundenheit der Juden zu ihrem deutschen Vaterland zeigen.
Auch der Friedhof blieb in den Pogromtagen nicht verschont und so wurden im November 1938 die Leichenhalle (Taharahaus) sowie viele Grabsteine zerstört oder umgestoßen. Bis in die 1980er Jahre kam es immer wieder zu Grabschändungen. Der Förderverein Ehemalige Synagoge Kippenheim bietet nach Anmeldung Führungen über den Friedhof an.

### Rathaus

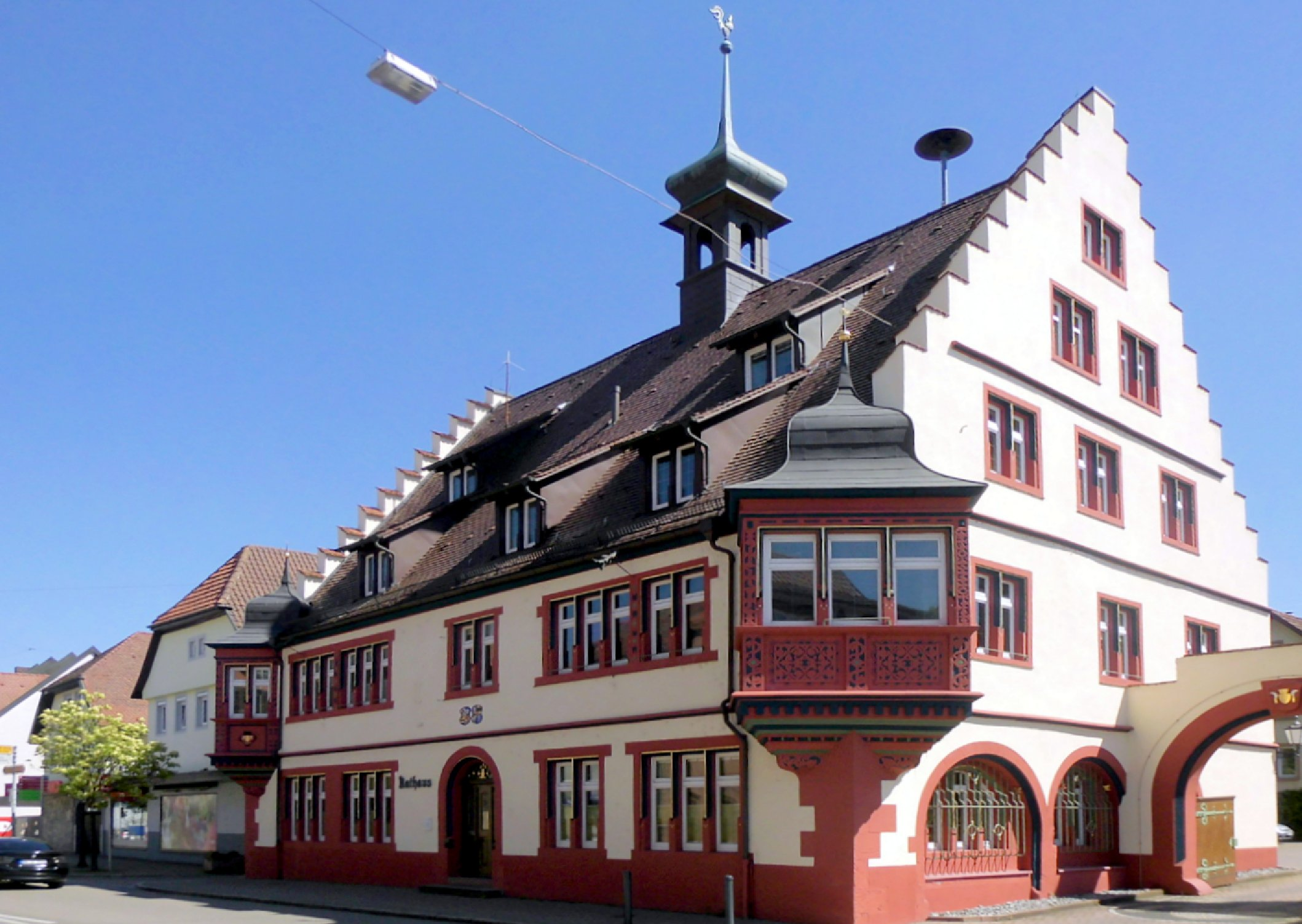
Rathaus

Das Gebäude entstand 1610 im Renaissancestil mit hohen Staffelgiebeln und reich verzierten Eckerkern. Vor der Zeit um 1900, seitdem es als Gemeindeverwaltung dient, war das Haus unter anderem Markthalle, Gasthaus und Fuhrmannsherberge.

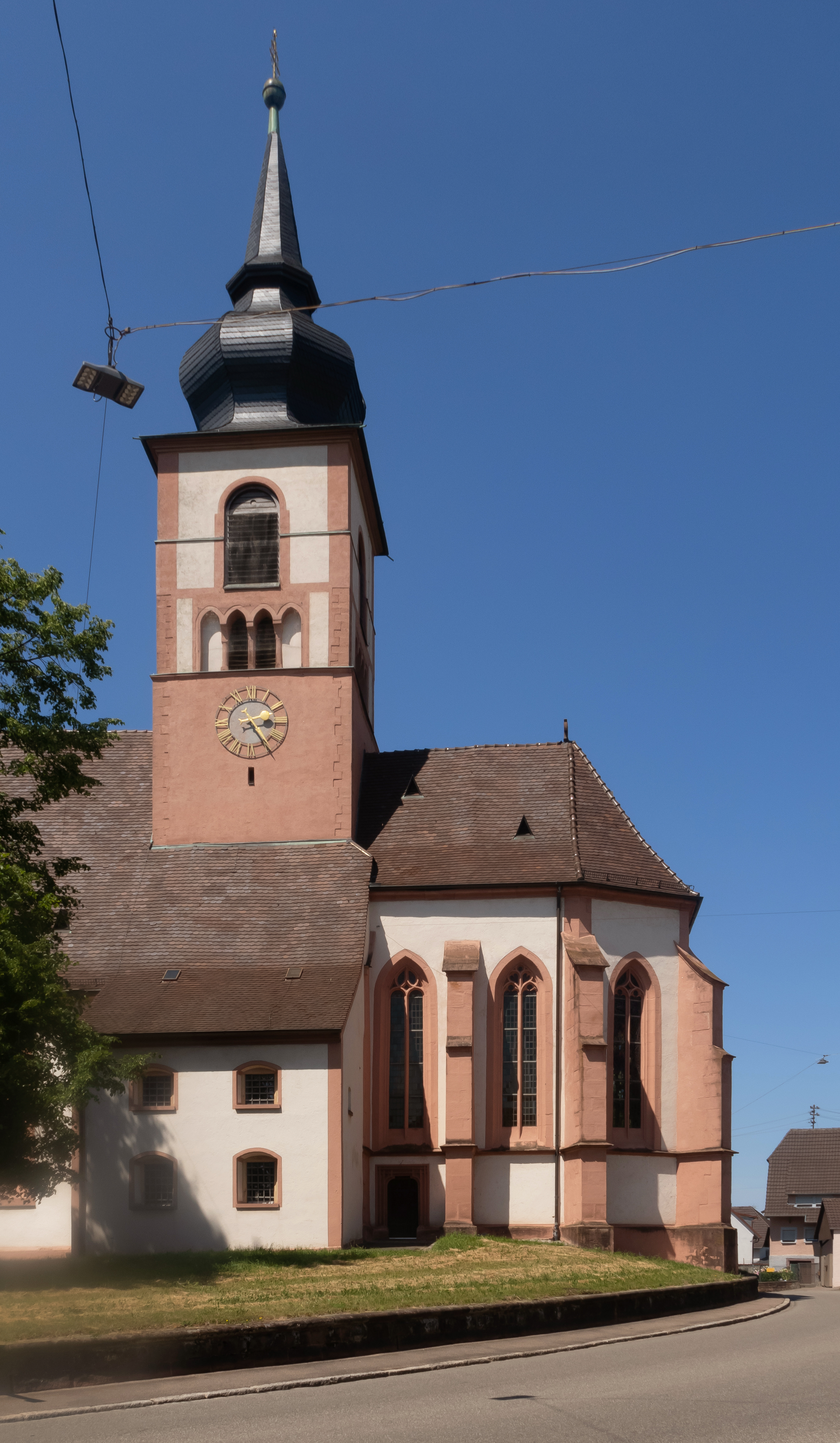
Friedenskirche

### Bauwerke
Das unter Denkmalschutz stehende Schloss im Ortsteil Schmieheim, mit seinen drei Türmen, wurde in den Jahren 1606 bis 1609 durch Friedrich Bock von Gerstheim (1551–1645) und seine zweite Ehefrau Salomone von Fegersheim (1571–1630) im Renaissancestil erbaut.

### Regelmäßige Veranstaltungen
Seit mehr als 50 Jahren findet am zweiten Septemberwochenende das Kippenheimer Weinfest statt; ebenfalls jährlich, vier Wochen nach Ostern, wird im Ortsteil Schmieheim die Kilwi veranstaltet.

## Wirtschaft und Infrastruktur

### Verkehr
Die nächstgelegenen Bahnhöfe sind in Lahr im Norden und Orschweier im Süden.
Durch eine Alltagsroute aus dem Radnetz Baden-Württemberg ist Kippenheim über Mahlberg und an Ettenheim vorbei mit Emmendingen und mit Lahr verbunden.
Durch Kippenheim verläuft als Landes-Radfernweg der Badische Weinradweg. Er führt von Grenzach-Wyhlen am Hochrhein nach Laudenbach im Norden Baden-Württembergs, dabei werden sieben der neun badischen Weinanbaugebiete untereinander verbunden. Die Route verläuft von Ettenheim über Wallburg kommend über den Ortsteil Schmieheim nach Kippenheim und weiter über Sulz nach Lahr (Innenstadt).
Durch die Bundesstraße 3 (Buxtehude–Weil am Rhein) ist Kippenheim an das überregionale Straßennetz angebunden.

### Ansässige Unternehmen
Im Gewerbegebiet sind zahlreiche kleine und mittelständische Unternehmen ansässig, Beispiele hierfür sind u. a. die Firma Janoschka (Hersteller von Tiefdruckzylindern), Neugart (Antriebstechnik), Lanner (Anlagenbau), Jakob Schmid Söhne (Parkett). Von 1972 bis 1995 befand sich die Firma EMT (Tonstudiotechnik) in der nach dem Firmengründer benannten Wilhelm-Franz-Straße.
Die Autofirma Fiat hat 1971 auf dem Gebiet der Gemeinde ihr Neuwagen-Zentrallager für Deutschland errichtet, das 1994 in den Besitz von Mosolf überging.
Im Ortsteil Schmieheim ist u. a. mit der Firma Hiller einer der führenden Hersteller von Objektmöbeln ansässig. Regionale Bedeutung haben die in der Schlossbrauerei zu Schmieheim seit 1843 gebrauten Biere der Sorten Hieronymus, Geroldsecker, Schuss, Lager und Pils.
Nachdem am 21. Oktober 1997 bei einem sogenannten Elchtest ein Fahrzeug vom Typ Mercedes-Benz Baureihe 168 („A-Klasse“) umkippte, wurden noch nicht mit ESP nachgerüstete Fahrzeuge in Kippenhein zwischengelagert.

### Öffentliche Einrichtungen
Das Kippenheimer Freibad ist von Mitte Mai bis Mitte September täglich von 9.00 Uhr bis 20.00 Uhr bzw. 21.00 Uhr geöffnet.

### Bildung
In Kippenheim gibt es eine Grundschule, die über eine Außenstelle im Ortsteil Schmieheim verfügt. Für die Jüngsten gibt es einen römisch-katholischen und zwei evangelische Kindergärten.

## Persönlichkeiten

### Söhne und Töchter der Gemeinde
- Johann Georg von Grechtler (1705–1780), k.u.k. Geheimrat, Hofkriegsrat u. Generalfeldwachtmeister
- Johann Georg Stulz von Ortenberg (1771–1832), Schneider, Kaufmann und Wohltäter
- Carl Zittel (1802–1871), Theologe und Führer des protestantischen Liberalismus in Baden
- Isaac Wolf Bernheim (1848–1945), deutsch-amerikanischer Unternehmer und Mäzen, Ehrenbürger von Schmieheim
- Albert Weill (1867–1950), Chorleiter, Kantor und Komponist
- Selma Stern (1890–1981), Historikerin
- Erwin Bär (* 1921), ehemaliger Politiker (DBD)
- Pia Gilbert (1921–2018), deutsch-amerikanische Komponistin
- Stef Wertheimer (1926–2025), deutsch-israelischer Unternehmer
- Kurt Salomon Maier (* 1930), deutsch-amerikanischer Vortragsredner
- Inge Auerbacher (* 1934), deutsch-amerikanische Schriftstellerin
- Otmar Traber (* 1954), Kabarettist

### Weitere Persönlichkeiten
- Hedy Epstein, geb. Wachenheimer (1924–2016), deutsch-US-amerikanische Bürgerrechtlerin; wuchs in Kippenheim auf